# Чжун Дін
Чжун Дін (кит. трад.: 仲丁; піньїнь: Zhong Ding) — правитель Китаю з династії Шан, племінник Юн Цзі.

## Правління
Правив упродовж 11 (за іншими джерелами 9) років. У перший рік свого правління переніс столицю держави до Ао. У 6-й рік правління Чжун Дін здійснив рейд до володінь синіх варварів. Владу по його смерті успадкував його брат Вай Жень.